# Formiguera (Erinyà)
Formiguera, és una partida en part constituïda per camps de conreu abandonats del terme municipal de Conca de Dalt, al Pallars Jussà, a l'antic terme de Toralla i Serradell, en el territori del poble d'Erinyà.
Està situada a l'oest-nord-oest d'Erinyà i a l'est-nord-est de Serradell, a migdia de lo Rengar. És banda i banda de la Pista de Serradell, a ponent de lo Comadró de Gasparó. És a llevant de l'extrem meridional de lo Serrat Pla.